# 커크 맥카티
커클랜드 맥카티(Kirkland McCarty, 1995년 10월 12일 ~ )는 미국의 야구 선수이자, 전 중화 직업봉구 대연맹 중신 브라더스의 투수이다.

## 미국 프로야구 시절
2022년에 클리블랜드 가디언스에 입단하였다.

## 한국 프로야구 시절

### SSG 랜더스시절
2023년에 숀 모리만도, 윌머 폰트를 대체할 외국인 투수로 영입되었다. 2023년 시즌 후 재계약에 실패했다.

## 대만 프로야구 시절
2024년에 중신 브라더스에 입단하였다.